# Урок (филм)
Урок е български игрален филм от 2014 година на режисьорите Кристина Грозева и Петър Вълчанов. Филмът взима участие в множество филмови фестивали по света, сред които София Филм Фест и фестивали в Торонто, Сан Себастиан, Варшава, Токио, Солун, Анже, Куенка и Гьотеборг.

## Сюжет
Внимание:  Текстът по-долу разкрива сюжета на произведението (или части от него)!
Надежда (Маргита Гошева) е млада учителка, която попада във финансови затруднения и невъзможност да заплати ипотеката си, след като се оказва, че мъжът ѝ – Младен (Иван Бърнев), не е заплащал вноските по нея. Така тя започва да търси всякакви начини да намери парични средства – като взима заем от лихвари, търси помощ от богатия си баща и се надява да получи неизплатени заплати. След като преминава през множество трудни ситуациии и не успява да намери пари, се решава да ограби банка.

## Награди
- Наградата „Нови режисьори“ (New Directors) на 62-рия МФ (Сан Себастиан, Испания, 2014).
- Специалната награда на град Варна на фестивала „Златна роза“ (Варна, 2014).[2]
- Наградата на Гилдия Критика към СБФД (споделена с филма „Чест“) на фестивала „Златна роза“ (Варна, 2014).
- Наградата на акредитираните журналисти на фестивала „Златна роза“ (Варна, 2014).
- Награда за първи-втори филм на 30 МКФ (Варшава, Полша, 2014).
- Специалната награда на журито на 27-ия МКФ (TIFF – Токийсски международен филмов фестивал), (Токио, Япония, 2014).
- Награда „Бронзов Александър“ за оригиналност и новаторство на 55 МКФ (Солун, Гърция, 2014).
- Награда за сценарий на 55 МКФ (Солун, Гърция, 2014).
- Голямата награда „Орхидея“ за най-добър филм в международната състезателна програма на 4-тия Международен кинофестивал в (Куенка, Еквадор, 2014).
- Награда на името на „Ингмар Бергман“ за най-добър дебют на 38-ия Международен филмов фестивал в (Гьотеборг, Швеция, 2015).
- Наградата за най-добра актриса на Маргита Гошева на 27-ия Международен фестивал в (Анже, Франция, 2015).
- Голямата награда „София – град на киното“ за най-добър филм в международния конкурс за първи и втори филм в размер на 7000 евро на 19 СФФ (София, 2015).
- Наградата за най-добър български игрален филм на 19 СФФ (София, 2015).
- Наградата на ФИПРЕССИ на 19 СФФ (София, 2015).
- Наградата на публиката на 19 СФФ (София, 2015).
- Наградата за най-добра женска роля на Маргита Гошева на 20-ия МКФ във Вилнюс, Литва, 2014 г.
- Наградата за режисура на 14 МФФ (TIFF), (Клуж-Напока, Румъния, 2015).
- Наградата за най-добро актьорско присъствие на Маргита Гошева на 14 МФФ (TIFF), (Клуж-Напока, Румъния, 2015).
- Наградата за най-добър филм на Филмовия фестивал „Златна липа“, (Стара Загора, 2015).
- Наградата за най-добра женска роля на Маргита Гошева на Филмовия фестивал „Златна липа“, (Стара Загора, 2015).
- Наградата за най-добър филм на МФФ Cineramabc, (Бразилия, 2015).
- Наградата за най-добра актриса на Маргита Гошева на МФФ Cineramabc, (Бразилия, 2015).
- Наградата за най-добър пълнометражен игрален филм, БФА'2015.
- Наградата за режисьорски дебют в игралното кино, БФА'2015.
- Наградата за най-добра режисура на игрален филм, БФА'2015.
- Наградата за главна женска роля на Маргита Гошева (и за филма „Три дни в Сараево“), БФА'2015.
- Наградата за филмова сценография на Ванина Гелева (и за филма „Буферна зона“), БФА'2015.
- Голямата награда „Аполон Токсофорос“ на Празниците на изкуствата Аполония, (Созопол, 2015).
- Наградата на София за ярко постижение в областта на киното, (София, 2015).
- Наградата за нов талант на МФФ в (Дахук, Иракски Кюрдистан, 2015).

## В ролите
- Маргита Гошева – Надежда
- Иван Бърнев – Младен
- Стефан Денолюбов
- Иван Савов
- Андреа Тодорова
- Иванка Братоева